# جمعية آي إي إي إي للعلوم النووية وعلم البلازما
جمعية آي إي إي إي (IEEE) للعلوم النووية وعلم البلازما (وتعرف اختصارًا بـNPSS) هي مجموعة متعددة الجنسيات من ما يقارب 3000 من العلماء والمهندسين. وتستضيف هذه الجمعية التابعة لمنظمة IEEE (وهي اختصار لنقابة الهندسة الكهربية والإلكترونية) عدة مؤتمرات وندوات كبرى، 5 منها سنوية، والـ12 الأخرى تقام كل عامين. وهي تتكفل أيضًا بتمويل 4 دوريات أكاديمية مراجعة علميًا تمويلًا كليًا أو جزئيًا.
وتعد الـ(IEEE) أكبر منظمة مهنية احترافية في العالم، وينضوي إليها ما يتجاوز الـ420,000 من الأعضاء، من 160 دولة مختلفة.

## تاريخ الـNPSS
في عام 1947، شرع معهد مهندسي الراديو (IRE) في تأسيس لجنة الدراسات النووية لدراسة دور المنظمة في هذا المجال. ولاحقًا بعد عامين، تأسست مجموعة العلوم النووية. وفي عام 1954، نشرت الجمعية أول إصدار من دورية «وقائع العلوم النووية»، ولاحقًا زاد عدد الإصدارات السنوية حتى وصل إلى 4 إصدارات سنويًا في عام 1956.
وفي عام 1963، اندمجت منظمة المعهد الأمريكي للهندسة الكهربية (AIEE) مع منظمة الـ(IRE) لتكون منظمة الـ(IEEE)، وكذلك اندمجت لجنة العلوم النووية والمعدات التابعة للـ(AIEE) مع مجموعة العلوم النووية التابعة للـ(IRE) لتكون مجموعة العلوم النووية التابعة للـ(IEEE) في الـ29 من أكتوبر، 1963.
وفي عام 1973، اتسع مجال الأبحاث الذي تختص به المجموعة ليشمل كذلك علوم البلازما، ومن ثم صارت تلك المنظمة جمعية، وتغير اسمها ليكون «جمعية العلوم النووية وعلم البلازما».

## المنشورات والدوريات

### وقائع العلوم النووية[3]
ظهر أول إصدار من وقائع العلوم النووية عام 1954، ومن ثم تزايد عدد الإصدارات إلى 4 سنويًا عام 1956، حتى انتهى بها الأمر لتكون دورية نصف شهرية عام 2017. وفي عام 2005، حظيت الدورية بالمرتبة الثالثة من حيث معامل التأثير تحت بند العلوم النووية وهندستها. وتختص تلك الدورية بمعدات رصد وقياس الأشعة المؤينة، ومسرعات الجسيمات وأنظمة التحكم الخاصة بها، والطب النووي وتطبيقاته، وتأثير الإشعاع على المواد والمعدات والأنظمة، ومعدات المفاعلات النووية وأنظمة التحكم، إلى جانب طرق قياس الإشعاع في الفضاء.

### وقائع علم البلازما[4]
ظهر أول إصدار من وقائع علم البلازما عام 1973. ووقع الاختيار على لون الغلاف البرتقالي من قبل البروفيسور إيجور أليكسف من جامعة تينيسي، نوكسفيل. وهي دورية نصف شهرية، يشتمل مجال اختصاصها على كل الجوانب النظرية والتطبيقية الخاصة بعلم البلازما. وذلك إلى جانب إصدارات خاصة تصدر بصفة دورية (8 في عام 2004 على سبيل المثال). وعلى مدار الفترة 2000-2004، احتلت الدورية المرتبة العاشرة من حيث معامل التأثير تحت بند «الفيزياء – علم الموائع والبلازما» طبقًا لتومبسون رويترز.

### وقائع التصوير الطبي
وتشجع تلك الدورية الأبحاث المعنية بتصوير هياكل الأجسام الحية، على الطبيعة عادةً، وذلك عوضًا عن تصوير الكيانات الحية الميكروسكوبية. وطبقًا لتقرير الاستشهاد بالدوريات لعام 2005 من قبل تومبسون رويترز، والتي تقيم الدوريات تبعًا لمعامل التأثير، فإن ترتيب الدورية كالآتي:
- رقم 1 تحت بند علم التصوير وتكنولوجيا الفوتوغرافيا
- رقم 2 تحت بند الهندسة الكهربية والإلكترونية
- رقم 3 تحت بند علم الحاسوب، والتطبيقات بين المجالية
- رقم 3 تحت بند الهندسة الطبية الحيوية
- رقم 6 تحت بند علم الأشعة، الطب النووي والتصوير الطبي

### وقائع العلوم الطبية للبلازما، والإشعاع[6]
تتعاون كلًا من منظمة الـ(NPSS) وجمعية الهندسة الطبية والحيوية (EMBS) في تمويل تلك الدورية. وهي تختص بالتكنولوجيا والتطبيقات الخاصة بالعلوم الحيوية المعتمدة على الإشعاع والبلازما. ظهر أول إصدار منها في يناير 2017.

## المؤتمرات
تتكفل هذه الجمعية بتنظيم عدة مؤتمرات. ومن الممكن الإطلاع على المخطط الزمني للمؤتمرات المستقبلية على موقع المؤتمرات الخاص بالـ(IEEE NPSS). وما يلي هي قائمة بمؤتمرات الجمعية.
- المؤتمر الدولي لعلوم البلازما[8]
- مؤتمر تأثيرات الإشعاع الفضائي والنووي[9]
- ندوة علم الطاقة النووية، ومؤتمر التصوير الطبي[10]
- المؤتمر الدولي لمسرعات الجسيمات[11]
- مؤتمر القدرة المتذبذبة وعلوم البلازما[12]
- مؤتمر الحسابات اللحظية (Real-time computing)[13]
- المؤتمر الدولي للومّاضات غير العضوية وتطبيقاتها[14]
- ندوة عن هندسة الانشطار النووي[15]

## مجالات الاهتمام
وتتضمن الأنشطة التقنية المجالات التالية:
| - علم الطاقة النووية وهندستها: - معدات الأبحاث - رصد وقياس الإشعاع - التطبيقات النووية الحيوية - مراقبة الإشعاع ومعدات الأمان - مسرعات الجسيمات - تطوير المعدات النووية المستخدمة في المفاعلات النووية - تأثير الإشعاع على المواد، والمعدات، والأنظمة - تطبيقات الإشعاع والطاقة النووية بخلاف توليد الطاقة | - علم البلازما وهندستها: - ديناميكا الموائع المغناطيسية، والانبعاث الأيوني الحراري - ديناميكا البلازما - الإلكترونيات الغازية وتكنولوجيا القوس الكهربي - الانشطار النووي الحراري المُنظّم - مصادر الإلكترونات والأيونات والبلازما - البلازما الفلكية - أشعة الإلكترونات النسبية ذات التيار العالي - التفاعلات بين البلازما والليزر - التشخيصات - كيمياء البلازما والبلازما في الحالة الصلبة - التطبيقات الطبية الحيوية للبلازما منخفضة الحرارة، طب البلازما - محركات أقراص زيتا (Z-pinch drivers) | - التصوير الطبي: - موجات فوق الصوتية - الأشعة السينية - معدات الإشعاع التشخيصي، وأنظمة التصوير المقطعي الهجينة ( مثلPET, SPECT, PET/MRI, SPECT/MRI, PET/CT, SPECT/CT, ...إلخ) - تكنولوجيا التصوير التي لا تعتمد على الإشعاع (مثل الرنين المغناطيسي، التصوير المقطعي المحوسب بأنواعه، التصوير البصري...إلخ) - تكنولوجيا التصوير المحوسب الطيفي، وتقنية عد الفوتونات، وتقنية الجرعات المخفضة - الرنين المغناطيسي - النويدات المشعة - الأشعة الميكروية - الضوء - التصوير الطبي: معالجة وتحليل وتصور والتعرف على الأنماط - تكنولوجيا التصوير في جلسات العلاج بالأشعة والهادرونات |